# Orientación espacial
Es una habilidad básica dentro del desarrollo del aprendizaje de los niños. Depende de la lateralización y el desarrollo psicomotor.
Juega un rol fundamental en la adquisición de la escritura y la lectura, aunque a simple vista no se le encuentre mucha concordancia. Pero el hecho de que las tareas y/o actividades sigan una direccionalidad especifica, hacen que la orientación espacial juegue un papel muy importante.

Desde sus orígenes los humanos han necesitado desplazarse de un lugar a otro,su sustento, actividades como la recolección de productos, la pesca o la caza  requirió grandes desplazamientos de aquí, que  un buen conocimiento del terreno y las habilidades para orientarse y poder volver a la caverna, la choza o a los lugares sagrados fueron fundamentales para la supervivencia.